# Rustawi-Chor

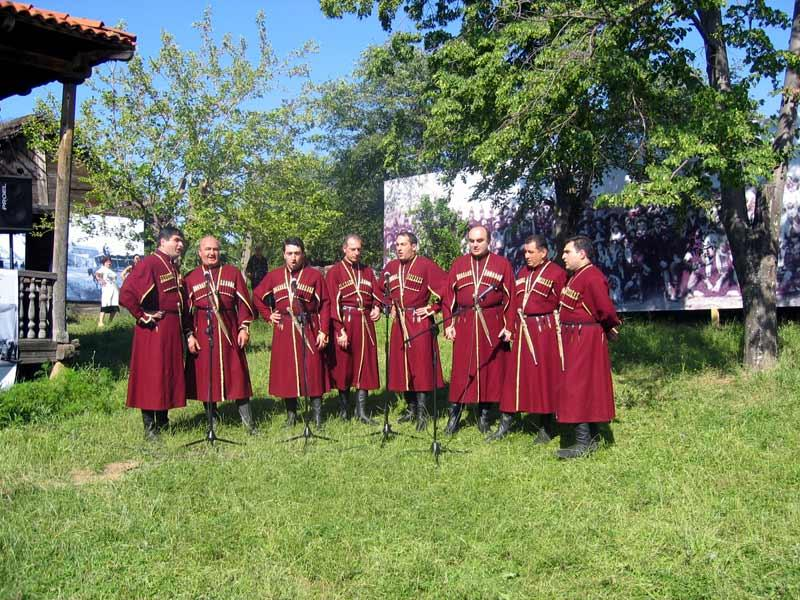
Rustawi-Chor (2007)

Der Rustawi-Chor (auch Rustavi Chor, The Rustavi Choir oder Rustawi Ensemble georgisch ანსამბლი რუსთავი Ansambli Rustavi) ist ein mehrstimmiger georgischer Männerchor, der als erster in Georgien die musikalischen Traditionen aller Regionen des Landes in sein Programm aufnahm. Gründer und Leiter des 1968 gegründeten Vokalensembles ist Anzor Erkomaishvili.
Der Rustavi Chor ist ein akademisches Gesangsensemble, das den Georgischen Polyphongesang (2001 aufgenommen in die UNESCO-Liste der Meisterwerke des mündlichen und immateriellen Erbes der Menschheit) bewahrt und interpretiert. Der Chor  wird nur sporadisch von weiblichen Stimmen oder von Instrumenten begleitet.
Das Repertoire umfasst Hunderte von Volksliedern, aber auch georgische Kirchenlieder.

## Diskografie
- Georgian Voices, 1989
- Oath at Khidistavi: Heroic Songs & Hymns From Georgia, 1998
- Chakrulo – World Folk Heritage, 1999

- Rustavi Choir & Duduki Trio: Georgian Polyphony, 1991